# Skovbo
 Skovbo  is een voormalige gemeente in Denemarken. De oppervlakte bedroeg 131,74 km². De gemeente telde 14.873 inwoners waarvan 7449 mannen en 7424 vrouwen (cijfers 2005). Skovbo telde in juni 2005 292 werklozen. Er waren 5661 auto's geregistreerd in 2004.
Na de herindeling van 2007 werd Skovbo bij de gemeente Køge gevoegd.